# Joaquim Dinis
Pour les articles homonymes, voir Dinis.
Joaquim António Dinis est un footballeur portugais né le 1er décembre 1947 à Luanda. Il évoluait au poste d'attaquant.

## Biographie
International, il reçoit 14 sélections en équipe du Portugal entre 1970 et 1973.
Il dispute la Coupe de l'Indépendance du Brésil en 1972, la sélection portugaise s'incline en finale contre le Brésil.

## Carrière
- 1969 :  Atlético Luanda
- 1969-1975 :  Sporting Portugal
- 1975-1977 :  FC Porto
- 1978-1981 :  UD Leiria

## Palmarès

### En club
Avec le Sporting Portugal :
- Champion du Portugal en 1970 et 1974
- Vainqueur de la Coupe du Portugal en 1974

### En sélection
- Finaliste de la Coupe de l'Indépendance du Brésil en 1972